# Myrosma
Myrosma cannifolia
Genre
Espèce
Synonymes
- Thalianthus Klotzsch ex Körn.
- Phrynium myrosma Roscoe
- Maranta myrosma A.Dietr.
- Calathea myrosma Körn.
- Phyllodes myrosma Kuntze
- Myrosma canniformis Willd.
- Maranta cuyabensis Körn
- Thalianthus macropus Klotzsch ex Körn
- Maranta moritziana Körn.
- Saranthe cuyabensis (Körn.) Eichler
- Saranthe moritziana (Körn.) Eichler
- Thalia coarctata Petersen
- Myrosma cuyabensis (Körn.) K.Schum.
- Myrosma boliviana Loes.
- Saranthe marcgravii Pickel

Myrosma est un genre de plantes. Une seule espèce est actuellement reconnue : Myrosma cannifolia, originaire du nord de l'Amérique du Sud (Brésil, Pérou, Bolivie, Suriname, Guyane française, Guyane) ainsi que de Trinité et des îles du Vent. Il est considéré comme naturalisé en Haïti, à Porto Rico et aux îles Sous-le-Vent,.